# Syarinus granulatus
Espèce
Syarinus granulatus est une espèce de pseudoscorpions de la famille des Syarinidae.

## Distribution
Cette espèce est endémique des États-Unis. Elle se rencontre au Colorado et au Nouveau-Mexique.

## Description
Le mâle décrit par Hoff en 1956 mesure 2,3 mm et les femelles de 2,35 à 3,3 mm.

## Publication originale
- Chamberlin, 1930 : A synoptic classification of the false scorpions or chela-spinners, with a report on a cosmopolitan collection of the same. Part II. The Diplosphyronida (Arachnida-Chelonethida). Annals and Magazine of Natural History, sér. 10, vol. 5, p. 1-48 & 585-620.